# Atik Jauhari
Atik Jauhari (* 14. August 1949 in Tangerang) ist ein ehemaliger indonesischer Badmintonspieler, welcher vor allem in seiner späteren Karriere als Trainer erfolgreich war.

## Karriere
Als Aktiver gewann er u. a. 1973 die Belgian International.
Nach seiner aktiven Karriere begann er eine Trainerlaufbahn, die ihn in mehrere Länder in Europa und Asien führte. Als Nationaltrainer beim PBSI trainierte er von 1974 bis 1999 unter anderem Liem Swie King, Icuk Sugiarto, Hastomo Arbi, Hermawan Susanto, Ardy Wiranata, Alan Budikusuma, Fung Permadi, Tjun Tjun, Johan Wahjudi, Bobby Ertanto, Hadibowo, Imay Hendra, Bagus Setiadi, Eddy Hartono, Rudy Gunawan, Ricky Subagja, Rexy Mainaky, S. Antonius Budi Ariantho, Denny Kantono, Candra Wijaya, Sigit Budiarto, Tony Gunawan Von 1999 bis 2003 war er als Trainer bei der Swedish Badminton Federation aktiv und hatte als Schützlinge unter anderem Pär-Gunnar Jönsson, Peter Axelsson und Marina Andrievskaia. Von 2006 bis 2008 war er in Thailand als Nationaltrainer tätig. 2009 wechselte er nach Indien und führte Saina Nehwal in die Weltspitze.

## Referenzen
- http://articles.timesofindia.indiatimes.com/2009-03-26/badminton/27997164_1_shuttlers-cwg-preparation-skill

| Personendaten    | Personendaten                               |
| ---------------- | ------------------------------------------- |
| NAME             | Jauhari, Atik                               |
| KURZBESCHREIBUNG | indonesischer Badmintonspieler und -trainer |
| GEBURTSDATUM     | 14. August 1949                             |
| GEBURTSORT       | Tangerang                                   |